# Astragalus altimurensis
Astragalus altimurensis är en ärtväxtart som beskrevs av I.Deml. Astragalus altimurensis ingår i släktet vedlar, och familjen ärtväxter. Inga underarter finns listade i Catalogue of Life.